# Fax-Spam
Ein Fax-Spam (von englisch-deutsch Fax und Spam; englisch junk fax) ist eine Form des Direktvertriebs, wobei unerwünschte Werbungen per Fax-Gerät versandt werden. Fax-Spam ist besonders störend und kostspielig aufgrund des hohen Verbrauchs von Papier und Druckerfarbe.

## Gesetzliche Regelungen in Deutschland
Die Zusendung eines Werbefaxes ohne vorherige Einwilligung ist wettbewerbswidrig und rechtfertigt einen gerichtlichen Unterlassungsanspruch. Nach § 7 des Gesetzes gegen den unlauteren Wettbewerb (UWG) gilt es als wettbewerbswidrig, „wenn an Privatpersonen oder Firmen unerwünschte Telefaxe ohne vorheriges ausdrückliches Einverständnis des Empfängers geschickt werden.“
Eine Nachricht ist auch unlauterer Wettbewerb, wenn dabei die Identität des Absenders verschleiert oder verheimlicht wird. Zwingend erforderlich ist außerdem, dass in der Nachricht eine gültige Adresse angegeben wird, an die der Empfänger eine Aufforderung zur Einstellung solcher Nachrichten richten kann, ohne dass dafür andere Kosten als die Übermittlungskosten entstehen.
Grundsätzlich können unverlangte Faxwerbungen Unterlassungs- und Schadenersatzansprüche gegen den Versender auslösen. Der Empfänger der Werbung kann vom Werbenden verlangen, dass sich dieser verbindlich dazu verpflichtet, künftig keine Faxe mehr zu versenden. Gegenstand einer solchen Unterlassungserklärung ist auch die Vereinbarung einer Vertragsstrafe. Zunächst sollte der Versender per Abmahnung zur Abgabe einer strafbewehrten Unterlassungserklärung aufgefordert werden. Erst bei fehlender Reaktion auf die Abmahnung ist die Einleitung eines gerichtlichen Verfahrens notwendig. Da der Versender gegen § 7 UWG verstößt, ist er den Mitbewerbern weiterhin zum Ersatz des daraus entstehenden Schadens verpflichtet.
Die Bundesnetzagentur bietet die Möglichkeit, Beschwerden gegen Rufnummernmissbrauch, auch gegen Fax-Spam, per Kontaktformular online oder mittels Formularausdruck einzureichen. In der Regel wird bei Fax-Spam nach Prüfung die Abschaltung der missbrauchten Rufnummern angeordnet. Von welchem Anschluss aus der Spam versendet wurde, kann die Bundesnetzagentur aufgrund des Fernmeldegeheimnisses nicht aufklären.